# Marie-Louise von Franz
 (juin 2024).
Si vous disposez d'ouvrages ou d'articles de référence ou si vous connaissez des sites web de qualité traitant du thème abordé ici, merci de compléter l'article en donnant les références utiles à sa vérifiabilité et en les liant à la section « Notes et références ».
Marie-Louise von Franz, née le 4 janvier 1915 à Munich et morte le 17 février 1998 à Küsnacht en banlieue de Zurich, est une psychologue suisse, élève et collaboratrice de Carl Gustav Jung. Elle fait partie des fondateurs historiques de la psychologie analytique.

## Biographie
Marie-Louise est fille d’un militaire autrichien. La famille von Franz s'installe en Suisse en 1918 et Marie-Louise obtient la nationalité suisse à vingt-trois ans, en 1938. Après de solides études littéraires, elle étudie la psychologie et la philologie classique à l’université de Zurich où elle obtient un doctorat en 1943. En 1974, elle crée, avec d’autres analystes, la fondation pour l’analyse jungienne (Stiftung für Jung'sche Psychologie) à Küsnacht. Marie-Louise von Franz a écrit sur des sujets variés et a consacré des recherches approfondies aux rapports entre la psyché et la matière et à la synchronicité.

## Collaboration avec Carl Gustav Jung
En 1933, elle rencontre Carl Gustav Jung avec qui elle travaillera jusqu’à sa mort en 1961. Chargée au début de la traduction de textes alchimiques grecs et latins, elle va activement collaborer à la création des œuvres majeures de Jung.
Elle s’est également beaucoup consacrée à l’étude psychologique des contes de fées. En parallèle à ses activités de psychothérapeute et d'écrivain, elle mena une brillante carrière d'enseignante et de conférencière à l’Institut C.G. Jung de Zurich et dans le monde entier. Sa méthode thérapeutique applique les découvertes et les fondements de Carl Gustav Jung sur la nature de l’inconscient et son dynamisme. Elle se refuse pourtant à toute théorisation de l’individu et de ses troubles psychologiques. Elle estimait qu’il y aurait là une manipulation susceptible de fausser le processus curatif. Pour elle, la thérapie se doit de suivre les tendances d’autoguérison de la psyché humaine.

### Articles liés
- Carl Gustav Jung
- Psychologie analytique
- Institut C. G. Jung de Zurich